# Tánger (película)
Tánger es una película española dirigida por Juan Madrid en el año 2004.

## Argumento
Abdul Kader Torres (Jorge Perugorría) es el hijo ilegítimo de un antiguo comisario de la Brigada Político Social, Ricardo Torres (José Manuel Cervino), y de una bella tangerina. Este hombre serio y elegante vuelve a Madrid con el encargo de ocuparse del negocio de su padre, llamado "Ejecutivas Tánger". Desconociendo que el negocio tiene una actividad social bastante dudosa, Abdul accede ilusionado a ponerse al frente de él. Además de la responsabilidad que conlleva, es una forma de acercarse y conseguir el cariño de su distante padre. También significa una segunda oportunidad profesional, ya que en su Tánger natal perdió su profesión de maestro por culpa a su adicción al alcohol. 
En Madrid conoce a Lidia (Ana Fernández), la joven novia de su padre, una mujer influenciada por las drogas, la degradación y las malas compañías que siempre la han rodeado. Por ella sentirá una atracción irresistible que le obligará a elegir entre ella y su progenitor. Con el día a día, Abdul descubrirá que nada es lo que parece: ni su padre, ni su hermanastro Fanfán (Fele Martínez), ni la agencia en la que trabaja. Un doble asesinato en la ciudad y la investigación de ese crimen destapará la corrupción que existe en algunos miembros del cuerpo de policía.